# Sonic Prime
Sonic Prime je računarski animirana kanadsko-američka serija za striming zasnovana na seriji video-igara i medijskoj franšizi Sonic the Hedgehog Sege. U produkciji Sege od Amerike, Netflix Animation-a, WildBrain Studios-a, i Man of Action Entertainment-a.
Prva sezona, od osam epizoda je objavljena na Netflix-u 15. decembra 2022. Druga sezona, takođe od osam epizoda, objavljena je 13. jula 2023. Treća i poslednja sezona, od sedam epizoda, objavljena je 11. januara 2024.

## Premisa
U seriji, sudbina multiverzuma je u „Sonikovim rukavicama”. Serija će imati teme spasenja i samootkrivanja. Serija je usmerena deci od 6 do 11 godina, kao i obožavaocima franšize.

## Uloge
| Uloga                 | Originalni glas | Srpski glas         |
| --------------------- | --------------- | ------------------- |
| Sonik                 | Deven Mek       | Marko Ćurčić        |
| Tejls                 | Ešli Bol        | Marko Jakšić        |
| Devetka               | Ešli Bol        | Marko Jakšić        |
| Mangey Tails          | Ešli Bol        | Marko Jakšić        |
| Sails Tails           | Ešli Bol        | Marko Jakšić        |
| Nakls                 | Adam Nurada     | Nemanja Vanović     |
| Odmetnik Naks         | Vinsent Tong    | Nemanja Vanović     |
| Gnarly Knuckles       | Vinsent Tong    | Nemanja Vanović     |
| Knuckles the Dread    | Vinsent Tong    | Nemanja Vanović     |
| Ejmi Rouz             | Šenon Čen-Kent  | Ivona Rambosek      |
| Rđa Rouz              | Šenon Čen-Kent  | Ivona Rambosek      |
| Thorn Rose            | Šenon Čen-Kent  | Ivona Rambosek      |
| Black Rose            | Šenon Čen-Kent  | Ivona Rambosek      |
| Ruž                   | Kazumi Evans    | Anđela Džaferović   |
| Pobunjenica Ruž       | Kazumi Evans    | Anđela Džaferović   |
| Prim Rouge            | Kazumi Evans    | Anđela Džaferović   |
| Batten Rouge          | Kazumi Evans    | Anđela Džaferović   |
| Dr Jajoglavi          | Brajan Dramond  | Aleksandar Gligorić |
| Gospodin Dr Jajoglavi | Vinsent Tong    | Aleksandar Gligorić |
| Dr Matori             | Vinsent Tong    | Branislav Platiša   |
| Dr Mudri              | Vinsent Tong    | Miloš Đuričić       |
| Dr Mojne              | Vinsent Tong    | Nikola Todorović    |
| Dr Mali               | Vinsent Tong    | Milan Antonić       |
| Veliki                | Ijan Hanlin     | Tomaš Sarić         |
| Šedou                 | Ijan Hanlin     | Danko Đorđević      |
| Džek                  | Džekseptikaj    | Ivan Pavličić       |
| Orbot                 | Deven Mek       | Lako Nikolić        |
| Kubot                 | Deven Mek       | Miloš Dašić         |
| Bezbednosni dron      | Kazumi Evans    | Jovana Čurović      |
| Bezbednosni robot     | nepoznato       | Aleksandar Gligorić |
| Razglas               | Kazumi Evans    | Marija Stokić       |
| Bezbednosni razglas   | Vinsent Tong    | Miloš Đuričić       |
| Glas                  | nepoznato       | Jana Paunović       |
| Stanovnik Nju Joka    | Ijan Hanlin     | Milan Tubić         |
| Kompjuterski glas     | nepoznato       | Nemanja Živković    |
| Vojs-over             | /               | Milan Tubić         |

## Produkcija
Netflix je zvanično najavio seriju 1. februara 2021, ali je razvoj serije bio otkriven decembra 2020. u sad izbrisanom tweetu. Kolin O'Šonesi, glas Tejlsa od 2014, tweetovala je da neće reprizirati ulogu. Sega je januara 2021. najavila da Rodžer Kreg Smit, Sonikov glas od 2010, više neće davati glas Soniku. Sindi Robinson, glas Ejmi Rouz od 2010, takođe više ne pozajmljuje svoj glas.
Jedan od scenarista, Dankan Rolu, potvrdio je da će se radnja serije odvijati u „svetu video-igara Sonic Teama”, i da je „moguće da će biti nekoliko krosovera sa drugim franšizama Sege.”

## Spoljašnje veze
- Sonic Prime na Netflixu